# 堀澤祖門
堀澤　祖門（ほりさわ　そもん、昭和4年（1929年）- は、天台宗の僧侶。平成25年（2013年）から、三千院門跡門主。それ以前は叡山学院院長。
旧制小千谷中学、旧制新潟高校を経て、京都大学経済学部学生時代に比叡山にのぼり、仏道をきわめたいと中退し、叡南祖賢の弟子となる。
最初に弟子入りを志願した時、祖賢大和尚は「お前は京大の学生だろう。しかも経済学部の学生だろう。今、日本がどういう時か知っているか。経済的に大変な時なんだ。お前たちが日本を復興させなくてはならないんだぞ。こんなところにいないで早く帰って、勉強しろ」と追い返した。得度したからには比叡山で一番オーソドックスな修行をしたいと申し出ると、叡南祖賢に千日回峰行を志す者は多いが、十二年籠山行を行う者がいない。お前はやる気があるかと勧められ、「侍真」として十二年籠山行を、佐保田鶴治のヨガ指導を受けながら、満行する。これにより明治以来途絶えていた本格的な十二年籠山比丘が復興した。

## 法縁・弟子
大椙覺宝
第234世天台座主、千日回峰行大行満大阿闍梨、探題、大僧正、叡南覺忍大和尚の師匠、叡南覺誠大和尚の大師匠。
京都御所に土足参内して孝明天皇をお加持、大行満として初めて「十万枚護摩供法要を実施。
明治の廃仏毀釈に対して、大久保利通、山縣有朋、 大隈重信と折衝して延暦寺を守る。
叡南覺忍
千日回峰行大行満大阿闍梨（1903年（明治36年満行））大椙覺宝座主の弟子、叡南覺誠大和尚の師匠、祖賢大和尚の大師匠。
1912年（大正元年）『北嶺行門始祖相応和尚略伝』を編纂。

### 大師匠
叡南覺誠
探題、大僧正、祖賢大和尚の師匠、滋賀院門跡門主。「能気さん」と呼ばれた。

### 師匠
叡南祖賢
師匠、第二次世界大戦後初の千日回峰行大行満大阿闍梨（1946年（昭和21年満行））、弟子育成と叡山復興に尽力した「叡山の傑僧」

### 弟子
宮本祖豊
「侍真」として十二年籠山行を満行。

### 法縁・兄弟弟子
葉上照澄
千日回峰行大行満大阿闍梨、滋賀院門跡門主、大僧正。東京帝国大学卒業、大正大学教授。世界宗教サミットを発起。
勧修寺信忍
千日回峰行大行満大阿闍梨、大僧正。元伯爵。
叡南覚照
千日回峰行大行満大阿闍梨、大僧正。赤山禅院住職。叡南俊照千日回峰行大行満大阿闍梨の師匠
叡南覚範
毘沙門堂門跡第61世門主、探題、大僧正。世界連邦日本仏教徒協議会会長。
小鴨覚禅
比叡山延暦寺副執行、大僧正。
村上光田
信州善光寺長臈、信濃比叡広拯院住職、大僧正。
藤光賢
曼殊院門跡門主、探題・大僧正。佐賀県神埼郡吉野ヶ里町・金乘院住職。
中野英賢
比叡山延暦寺観樹院住職、大僧正。「侍真」として十二年籠山行を満行。
小林栄茂
千日回峰行大行満大阿闍梨
光永澄道
千日回峰行大行満大阿闍梨。光永覚道千日回峰行大行満大阿闍梨の師匠
福田徳衍（徳郎）
朝日新聞記者・カメラマン。

## 著書
- 『求道遍歴 : 十二年籠山、そしてその後（法藏選書, 31）』法蔵館, 1984.11
- 『インド仏教の再生 : 少年留学僧サンガラトナの歩み』郁朋社, 1986.8
- 『君は仏私も仏』恒文社, 2002.8
- 『生きるのが楽になる「覚り」の道の歩き方』KADOKAWA, 2015.12
- 『枠を破る』春秋社, 2017.11
- 『戦後初の北嶺千日回峰行者・叡南祖賢大阿闍梨 : 叡南覺範・村上光田・藤光賢・堀澤祖門が語る「比叡山の傑僧』山田恭久編、善本社, 2023.1